# Велеиздајнички процес (1909)
Велеиздајнички процес је назив за судски процес који су власти Аустро-Угарске организовале у Загребу 1909. против 53 члана Српске самосталне странке. ССС у то доба са Хрватском странком права чини Хрватско-српску коалицију, већинску снагу у Хрватском сабору. Оптужени су за сарадњу са властима Србије у завјери да се Јужни Словени уједине у заједничку државу. Иако су докази били слаби (доказано је да је главни свједок оптужбе био полицијски провокатор), осуђени су на робију. Убрзо је Коалиција склопила политички пакт с угарским премијером Карољом Куеном-Хедерваријем, па су сви били помиловани.

## Жеља за дискредитовањем Хрватско-српске коалиције
Један од повода процесу био је бијег у Србију аустријског официра Милана Прибићевића, млађег брата најутицајнијег српског политичара у Хрватској Светозара Прибићевића, заговорника интегралног југословенства. Међу оптуженима била су још два њихова брата, Валеријан и Адам. Сам Светозар Прибићевић није био оптужен јер је, као заступника у Хрватском сабору и у мађарском парламенту, уживао имунитет. Мађарски парламент одбио је скинути имунитет њему, др. Срђану Будисављевићу и још једном оптуженом заступнику.
Судило се Прибићевићевим политичким идејама, као и политичкој борби, коју је тада водила Хрватско-српска коалиција. Власти су настојале дискредитовати Коалицију и унијети у њу раздор оптужујући Србе да су, осим легалне политичке борбе, организовали масовну завјеру. Чиста странка права, коју води Јосип Франк (франковци), у договору са бечким властима учествовала је у нападима на оптужене Србе и на Коалицију генерално. Основа за оптужницу била је брошура под насловом Финале, којој је аутор био Ђорђе Настић, штампана 5. августа 1908. у Будимпешти.

## Анексиона криза
Хапшења су почела 18. августа, на рођендан цара Франца Јозефа. Истога дана, власти у Бечу донијеле су одлуку о анексија Босне и Херцеговине. Та су два догађаја непосредно повезана: Беч је знао да ће проглашење анексије изазвати европску кризу. Требало је показати да је постојала противдржавна завјера са Србијом, чиме би се могла оправдавати анексија.
Након проглашења анексије 6. октобра 1908. завладала је озбиљна европска дипломатска криза, у којој Русија и Енглеска иступају против тог поступка. Пријетио је рат; оптужени су до марта 1909. сједили у притвору и очекивало се, ако рат почне, да ће сви бити објешени.

## Пропагандни успјех одбране
Сам процес потрајао је пуних седам мјесеци. Одбрана, које је водио Хинко Хинковић, доказивала је да су докази ништавни. Доказано је да је Настић агент-провокатор; у његовом разобличавању учествовао је и професор Томаш Масарик, каснији предсједник Чехословачке. Европска штампа посветила је суђењу велику пажњу и Беч је озбиљно дискредитован. Ипак су оптужени проглашени кривим и 6. октобра 1909. осуђени на укупно 173 године робије.

### Тврдње Светозара Прибићевића 1931. у изгнанству
Године 1931. Светозар Прибићевић, тада у емиграцији, истицао је коректан поступак аустроугарских власти према ухапшеницима, насупрот бруталности југословенског режима према политичким противницима, укључујући и њега самог. »Треба уважити, да су оптужени Срби заиста водили антидржавну пропаганду, да су и срцем и душом, а неки и јавним својим радом, заиста били велеиздајници, да је револуционарни статут Милана Прибићевића о савезној југословенској федеративној републици заиста постојао, да су неки оптужени знали за тај статут и да је он имао да служи као база њихове акције, и да је све то са гледишта тадашњег кривичног закона заиста представљало велеиздају.«

## Фридјунгов процес
У вријеме кад је процес започет, у марту 1909, бечки историчар Хајнрих Фридјунг објавио је низ чланака у којима за велеиздају оптужио и Франа Супила, хрватског вођу Коалиције. То је довело до Фридјунговог процеса, крајем 1909. у Бечу. По писању Србобрана, Фридјунг је на крају процеса морао признати да су његови документи фалсиикати. У критично вријеме, у мару 1909. године, кад се очекивао рат са Србијом, он је написао свој чланак против коалиције.

## Компромис и помиловање
Почетком фебруара 1910. Коалиција, из које Супило иступа, склапа политички споразум с новим угарским министром предсједником грофом Куен-Хедерваријем. Убрзо након тога сви осуђени били су помиловани.